# Linsleya suavissima
Linsleya suavissima är en skalbaggsart som först beskrevs av Wellman 1910.  Linsleya suavissima ingår i släktet Linsleya och familjen oljebaggar. Inga underarter finns listade i Catalogue of Life.